# Strimstrupig gärdsmyg
Strimstrupig gärdsmyg (Cantorchilus leucopogon) är en fågel i familjen gärdsmygar inom ordningen tättingar.

## Utbredning och systematik
Strimstrupig gärdsmyg delas upp i två underarter med följande utbredning:
- C. l. grisescens – karibiska kusten i östra Panama och närliggande Colombia
- C. l. leucopogon – Stillahavskusten i östra Panama (Darién), västra Colombia och nordvästra Ecuador

## Status
IUCN kategoriserar arten som livskraftig.